# أمفيبوليت

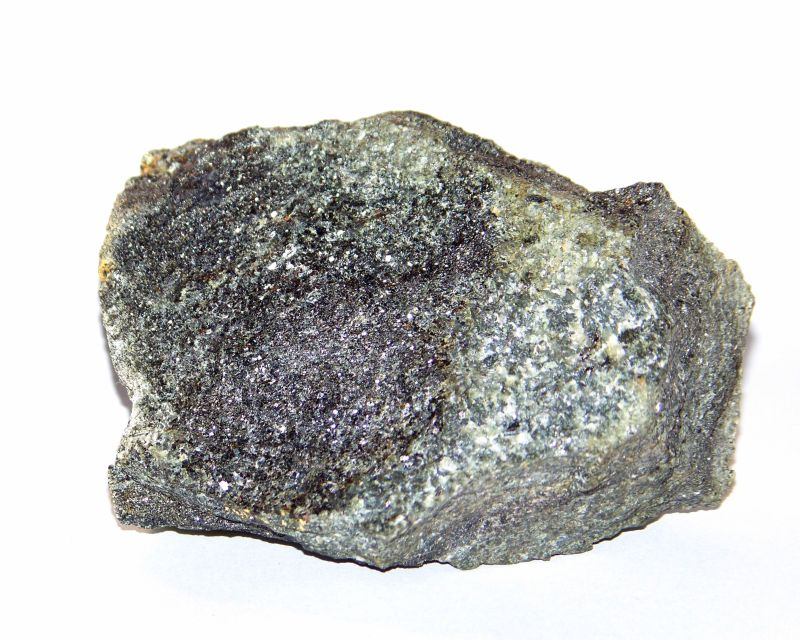
الأمفيبوليت

الأَمْفِيبُولِيت نوع الصخور المتحولة. وهو يوجد في مجموعة بيش الجيولوجية، التي تقع في الدرع العربي الواقع في شبه الجزيرة العربية.